# Казе Ђолито (Асти)
Казе Ђолито је насеље у Италији у округу Асти, региону Пијемонт.
Према процени из 2011. у насељу је живело 21 становника. Насеље се налази на надморској висини од 210 м.